# Schwertberger Kaolinzug
Der Schwertberger Kaolinzug, auch Kaolinbahn Schwertberg oder im Volksmund Kaoline genannt, war die Werksbahn der Kaolin-Montan-Industrie-Gesellschaft (Kamig AG), die von Schwertberg (Österreich) entlang des Flusses Aist ins Josefstal (Aisttal) führte.

## Verlauf

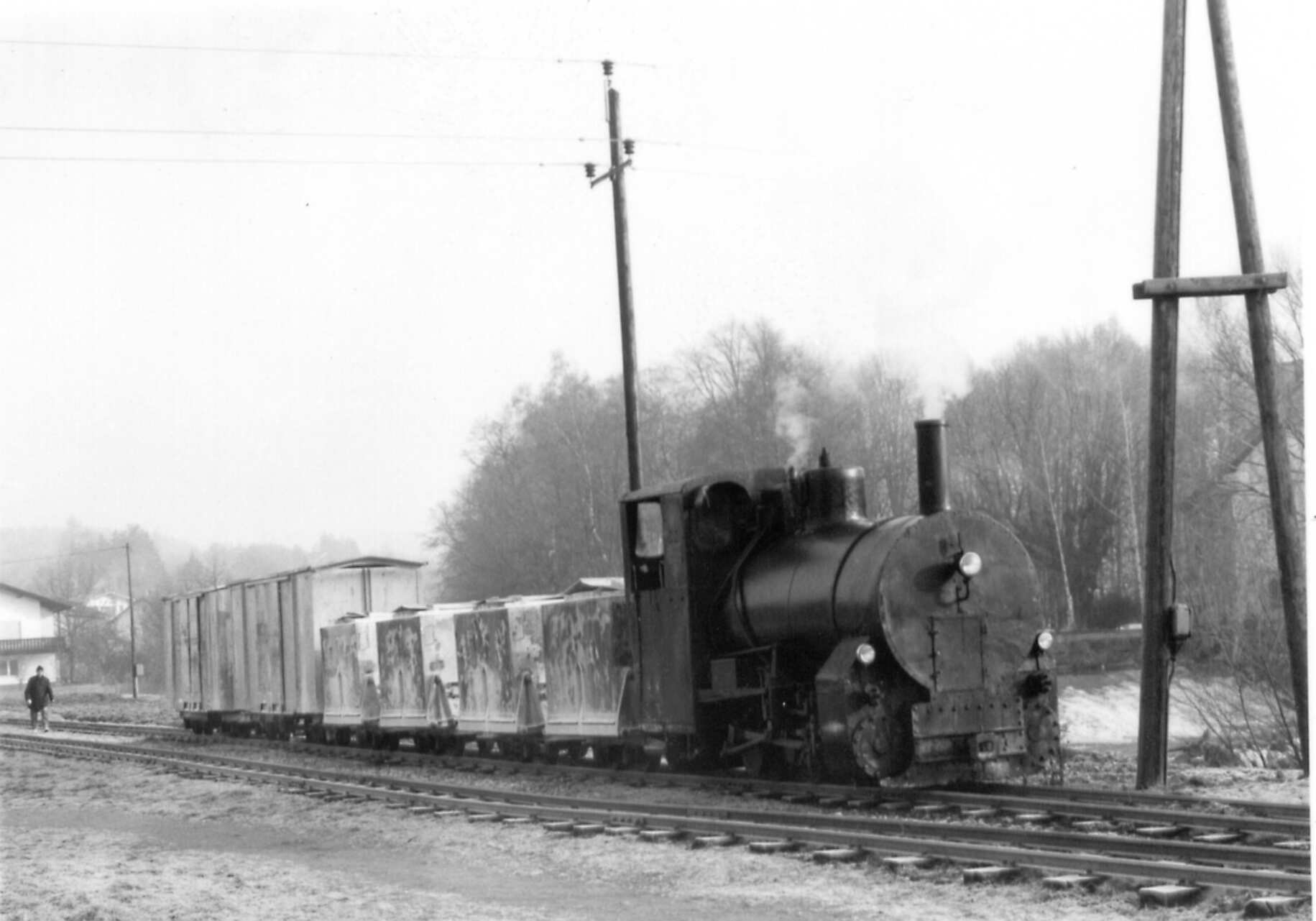
Zug der Kaolinbahn kurz vor der Einstellung (1978)

Die 1923 eingerichtete, 3,8 Kilometer lange Werksbahn mit einer Spurweite von 600 Millimeter führte vom Bahnhof in Schwertberg zur Aufbereitungs- und Verladeanlage in Josefstal und wurde 1981 stillgelegt. Die Eisenbahnstrecke verlief fast durchgehend entlang der Aisttalstraße L 1415 und passierte das Schloss Schwertberg. An die Stelle der Bahn trat ein Rohrleitungssystem, mit dem geschlämmtes Kaolin direkt zur Aufbereitungsanlage nach Aisthofen gebracht wurde.

## Zweck und Bedeutung
Das zunächst im Bergbau und später im Tagebau in Kriechbaum in der Gemeinde Allerheiligen im Mühlkreis geförderte Roh-Kaolin wurde mittels einer Seilbahn zu Tal gebracht, in die Schmalspurwagen verladen, zum knapp vier Kilometer entfernten Bahnhof Schwertberg befördert, in Waggons der ÖBB umgeladen und über weitere zwei Kilometer zur Verarbeitungsanlage nach Aisthofen transportiert. Es standen 24 Loren mit einem Fassungsvermögen von je drei Tonnen sowie 4 vierachsige Güterwaggons zur Verfügung.
In den 1960er-Jahren wurden im einzigen Bergwerk des Mühlviertels jährlich bis zu 170.000 Tonnen Rohkaolin abgebaut und daraus bis zu 50.000 Tonnen Kaolin erzeugt, wobei bis zu 500 Personen dort beschäftigt waren. Die Kamig war damals einer der größten Betriebe des Mühlviertels.

## Fuhrpark

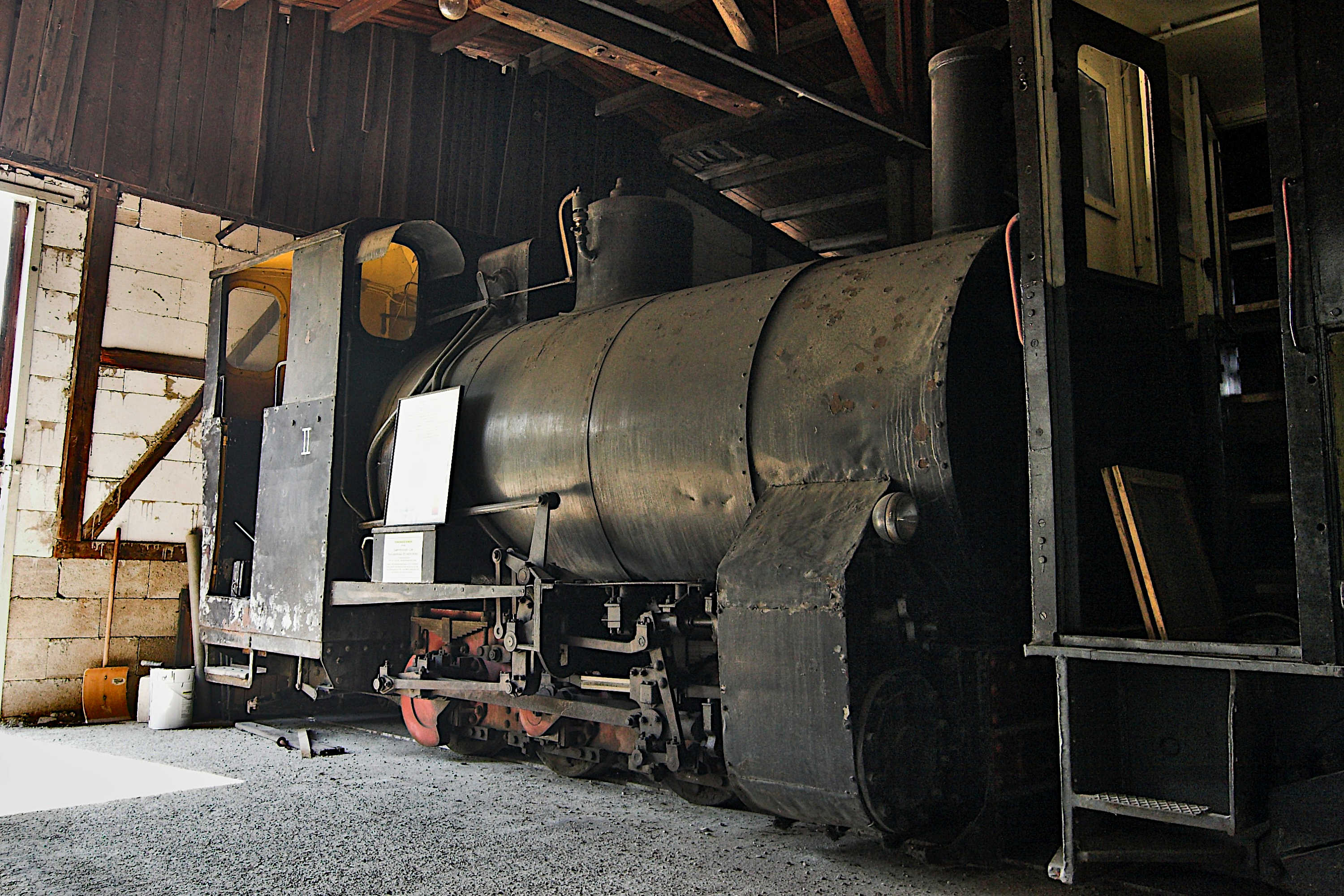
Die erhaltene Dampfspeicherlok der Kaolinbahn

Die Kamig AG erwarb 1930 von der Wiener Neustädter Lokomotivfabrik die letzte dort erzeugte Lokomotive, eine feuerlose Dampfspeicherlokomotive (Achsfolge B-fl, Fabriknummer Floridsdorf 3012/1930, Gewicht 13,5 Tonnen, Betriebsdruck 5 atü), die von der Floridsdorfer Lokomotivfabrik fertiggestellt und im Oktober 1930 nach Schwertberg geliefert wurde.
Die Lokomotive befindet sich im Eisenbahnmuseum Schwechat, wo sich auch eine in Schwertberg eingesetzte Diesellok (B-dm, Jenbach 162-56/1958, 50 PS) befindet.